# Грановский, Александр Геннадиевич
Алекса́ндр Генна́диевич Грано́вский (укр. Олександр Геннадійович Грановський, 31 июля 1972, Умань, Черкасская область) — украинский бизнесмен, издатель журнала «Фокус».

## Биография
Александр Грановский родился 31 июля 1972 года в городе Умань Черкасской области. После окончания средней школы в 1989 г. поступил на юридический факультет Одесского государственного университета им. Мечникова. В 1992 г., решив заняться предпринимательской деятельностью, перешел на заочное отделение юридического факультета, который закончил в 1995 г. по специальности «юрист». Позже учился в Государственной академии управления при Президенте Украины.
В 2017 году пресс-служба Генеральной прокуратуры Украины сообщила о подозрении в адрес Александра Грановского в уклонении от налогообложения и фиктивном предпринимательстве в ходе криминального расследования, касающегося ООО «Тедис Украина». 20 февраля 2019 года стало известно о том, что Интерпол объявил Александра Грановского в розыск по просьбе правоохранительных органов Израиля в связи с подозрениями в мошенничестве, подделке документов, отмывании денег, а также недостоверном раскрытии информации в публичных корпоративных документах.

## Бизнес
На 1 июля 2014 года Александр Грановский является совладельцем компании Vertex United, которая объединяет:
- Отельное направление (4-5 звездочные отели): «Президент отель», отель «Бристоль», гостиница «Лондонская», другие объекты гостиничного назначения.
- Финансовое направление: ПАО «Финбанк»
- Инвестиционно-девелоперское направление: деятельность в различных сферах экономики.
- Медиа направление: журналы «Фокус», «Фокус. Красивая страна», сайт focus.ua

### Производство алкогольных напитков
Александр Грановский был одним из учредителей крупного холдинга по производству алкоголя — «Оверлайн», наиболее важными активами которого были ЗАО «Первый ликеро-водочный завод» (производил водку под ТМ «Мягков» и ТМ «Штурман») и ПАО «Одесский завод шампанских вин» (марки игристых вин «Одесса» и L`Odessika, Henri Roederer). Весной 2008 года владельцы концерна продали марку «Мягков» российскому холдингу «Синергия». «Одесский завод шампанских вин» был продан в 2009 году итальянскому концерну Campari. В 2012 г. из состава холдинга был выведен второй крупный актив — «Первый ликеро-водочный завод». Высший хозяйственный суд Украины удовлетворил иск прокуратуры Одесской области о расторжении договора об аренде целостного имущественного комплекса этого предприятия. Прокуратура требовала разорвать договор аренды в связи с тем, что арендатор — частное акционерное общество «Оверлайн» — не платил за аренду имущества. В 2012 году партнеры приняли решение выйти из алкогольного бизнеса.

### Гостиничный бизнес
На 1 июля 2014 года Александр Грановский в партнерстве с Борисом Кауфманом управляют несколькими гостиницами через компанию Vertex Hotel Group, под её контролем находятся отели:
- «Бристоль» в Одессе[11];
- «Лондонская» в Одессе[12];
- «Президент-Отель» в Киеве[11].

### Банки
Александр Грановский — совладелец, председатель наблюдательного совета ПАО «Финбанк» (Одесса), основанного в 1990 г. (1 июля 2014 года по размеру общих активов банк занимал 50-е место (3,223 млрд грн.) среди 173 действовавших в стране банков). В СМИ выдвигались предположения о том, что в ноябре 2013 года группа финансовых инвесторов, которых связывают с Александром Грановским, купила 100 % акций Платинум банка. Однако эти данные не подтвердились, оказалось, что Александр Грановский не имеет отношения к Платинум банку. Также был совладельцем обанкротившегося одесского банка АТ Соцкомбанк.

### Авиация
Имя Александра Грановского в СМИ связывают с ООО «Аэропорт Хендлинг», которая с 2013 года предоставляла хендлинговые услуги в аэропортах «Борисполь» и «Симферополь». Однако прямых подтверждений этому нет. Директор аэропорта «Борисполь» Сергей Гомболевский подтверждает, что в настоящее время (12.08.2014) договор с «Аэропорт Хендлинг» расторгнут.
Конкурс по реконструкции аэропорта Симферополя выиграла нидерландская компания Van den Akker Holding B.V. с уставным капиталом 18 тысяч евро. Её проект стоимостью в 500 миллионов гривен на заседании конкурсной комиссии в Совмине Крыма представлял менеджер Александра Грановского — бывший директор ООО «Одесса Аэропорт Девелопмент» Алексей Кочанов. Изначально предполагалось, что также как и в Одессе, на базе аэропорта Симферополя будет создано СП: инвестор должен был вложить в реконструкцию 45-50 миллионов евро, а государство передать аэровокзальный комплекс и инфраструктуру. Однако продажа аэропорта не состоялась. А в октябре 2013 года новое руководство аэропорта предписало всем авиакомпаниям заключать договора с новой обслуживающей компанией ООО «Аэропорт Хендлинг» (Одесса), с уставным фондом в 10 тысяч гривен.

### Инвестиции
С 2007 года Александр Грановский начал изучать возможности инвестирования в Израиле. Сблизился с местным отделением хасидского движения ХАБАД и с активистами фонда Or Avner («Свет Авнера»), основанного в память об отце Леви Леваева, рабби Авнере Леваеве.
В 2013 году А. Грановский совместно с г-ном Данкнером участвовали в тендере на покупку крупнейшей компании Израиля — холдинга IDB Но сделка купли-продажи состоялась с другими претендентами, а именно: аргентинским магнатом Эдуардо Эльштейном, израильским предпринимателем Моти Бен-Менаше и немецкой компанией Extra Holding GmbH. Бизнесмен оспаривал это решение в суде.

### Медиа
В июне 2013 года Vertex United купила у медиа-холдинга UMH group (мажоритарный владелец — Борис Ложкин) и миллиардера Геннадия Боголюбова медиа-проект «Фокус» (журналы «Фокус», «Фокус. Красивая страна», сайт focus.ua). Так же до недавнего времени бизнес-партнеры Борис Кауфман и Александр Грановский владели телеканалом «РИАК», но, по некоторым данным, в 2013 году продали его.

## Состояние
Журнал «Деньги» в 2011 году оценил состояние Александра Грановского в $82 млн и присвоил 38 место в рейтинге миллионеров Украины.

## Политика
В 2002—2006 гг. был народным депутатом Украины ІV созыва от фракции СДПУ(о), членом Комитета по вопросам бюджета Верховной Рады. На парламентских выборах 2006 г. баллотировался от оппозиционного блока «Не Так!», где был 14-м в списке. Однако эта политическая сила в Верховную раду не прошла.
После неудачи на выборах против Александра Грановского были возбуждены десятки уголовных дел по подозрению в невыплате налогов. Но вскоре, после неоднократных поездок в Израиль и начала его активной деятельности в хасидском движении ХАБАД, все дела против бизнесмена были закрыты.

## Религия
Александр Грановский — член Попечительского совета Еврейской Конфедерации Украины. Президент движения «Всемирный ХАБАД» и финансист еврейской общины Одессы.
Известно, что именно отец бизнесмена — Геннадий Грановский — после провозглашения Украиной независимости добился разрешения бреславским хасидам регулярно бывать на могиле рабби Нахмана в Умани и приобрести землю, на которой расположена могила этого почитаемого праведника.

## Общественная деятельность
С 2001 года — вице-президент Федерации футбола Украины.
Член Попечительского совета Еврейской Конфедерации Украины.
Создал благотворительный фонд «Шляхи майбутнього».
Президент World Chabad International Fund.
Президент еврейской общины г. Одесса.
При поддержке Александра Грановского в октябре 2014 года прошла выставка украинских художников в Одессе в рамках арт-проекта «Родина»
«Любой ответственный бизнес, который связывает своё будущее с Украиной, понимает: главные инвестиции, которые стоит сейчас делать, — это инвестиции в гуманитарную сферу. Интерес общества к культуре, вечным ценностям — залог стабильности и успеха в будущем. Именно к этому сейчас стремятся все украинцы. И именно в этом стремлении мы, предприниматели, рады помочь родной стране».

## Награды
Награждён орденом «За заслуги» 3 степени.
В 2001 году признан «Бизнесменом года» в Одессе.

## Семья
Разведён, воспитывает пятерых детей.